# 小笠原倫明
小笠原 倫明（おがさわら みちあき、1954年1月29日 - ）は日本の行政官。宮城県仙台市出身。民主党政権下で総務事務次官を務めたが、政権交代後、河相周夫外務事務次官、真砂靖財務事務次官、金子順一厚生労働事務次官、坂篤郎日本郵政社長などとともに就任1年未満で解任された。

## 概要
- 1976年 京都大学経済学部卒業、郵政省入省
- 1990年 郵政省電気通信局電気通信事業部データ通信課ネットワーク化推進室長
- 1991年 郵政省大臣官房文書課調査官
- 1992年 郵政省電気通信局電気通信事業部事業政策課調査官
- 1994年 郵政省電気通信局電気通信事業部業務課長
- 1995年 郵政省電気通信局電気通信事業部事業政策課長
- 1997年 郵政省大臣官房国際部国際政策課長
- 1998年 郵政省通信政策局政策課長
- 1999年 郵政省放送行政局総務課長
- 2001年
  - 1月6日 総務省情報通信政策局総務課長
  - 7月6日 総務省大臣官房参事官（大臣官房総務課担当）
- 2002年 総務省大臣官房総務課長
- 2003年1月17日 総務省東北総合通信局長
- 2004年 総務省関東総合通信局長
- 2005年
  - 総務省大臣官房審議官（情報通信政策局担当)
  - 総務省自治行政局公務員部長
- 2006年 総務省消防庁国民保護・防災部長
- 2007年 総務省情報通信政策局長
- 2008年 総務省情報通信国際戦略局長 [2]
- 2010年1月15日 総務審議官（郵政・通信）
- 2012年9月11日 総務事務次官、旧郵政省出身者が次官に就任するのは2010年1月以来。[3]
- 2013年
  - 6月 退任、総務省顧問
  - 9月28日 総務省顧問退任
  - 10月15日 株式会社大和総研顧問[4]
  - 一般財団法人日本ITU協会理事長
- 2015年
  - 6月 株式会社大和証券グループ本社取締役[5]、株式会社スカパーJSATホールディングス取締役、公益財団法人科学技術融合振興財団理事、一般財団法人財政金融企画事務所理事
  - 7月 損害保険ジャパン日本興亜株式会社顧問
- 2017年7月19日 一般社団法人ドローン操縦士協会理事[6]
- 2018年6月 一般財団法人マルチメディア振興センター理事長
  - ふるさとTV副会長[7]、一般社団法人世界貿易センター東京理事、一般社団法人日本ミャンマー協会理事、住友商事株式会社顧問[8]
- 2024年 瑞宝重光章受章[9][10]

## 脚註
1. ↑  河北新報、2012年9月28日朝刊3頁
2. ↑  （世界ICTサミット2008 | 講師略歴
3. ↑  （新社長）総務次官に小笠原氏発表 ：日本経済新聞
4. ↑  「役員人事について」株式会社大和証券グループ本社
5. ↑  ふるさとTV
6. ↑  『令和6年春の受勲 勲章受章者名簿』（PDF）（プレスリリース）総務省、2024年4月29日。2024年4月29日閲覧。
7. ↑  『官報』号外第106号、令和6年4月30日

| スタブアイコン | サブスタブ | この項目は、まだ閲覧者の調べものの参照としては役立たない、人物に関連した書きかけの項目です。この項目を加筆・訂正などしてくださる協力者を求めています（P:人物伝/PJ:人物伝）。 |

| 公職          | 公職                                         | 公職          |
| ------------- | -------------------------------------------- | ------------- |
| 先代 岡本保   | 総務事務次官 2012年 - 2013年                 | 次代 岡崎浩巳 |
| 先代 鈴木康雄 | 総務審議官（郵政・通信担当） 2010年 - 2012年 | 次代 桜井俊   |